# Рус Луилье, Альберто
Альбе́рто Рус Луилье́ (собственно Рус Луйе, исп. Alberto Ruz Lhuillier; 27 января 1906, Париж, Франция — 25 августа 1979, Монреаль, Канада) — мексиканский археолог, специалист по цивилизации майя. Наиболее известен открытием в 1952 году захоронения правителя майя Пакаля под Храмом Надписей в Паленке. Получил прозвище «Хичкок от археологии».

## Биография
Отцом Альберто Руса Луилье был кубинец (родственник Фиделя Кастро), а матерью — француженка. До 1930 года семья жила во Франции, однако затем отец направил Альберто на Кубу для продолжения образования в Гаванском университете. Там он был вовлечён в социалистическое движение и познакомился с другими студентами, которые разделяли идеи Карла Маркса (и женился на одной из них, сестре лидера революционного студенчества Антонио Гитераса Каликсте). Позже Рус использовал некоторые из марксистских теорий (особенно концепцию «азиатского способа производства»), чтобы объяснить развитие и падение цивилизации майя, а Майкл Ко вообще называл этого учёного марксистом.
После участия в студенческом выступлении против авторитарного президента Мачадо, А. Рус Луилье был арестован и выслан из страны во Францию, где подружился с коллегой-кубинцем Хулио Ле Риверендом. Он смог вернуться после свержения Мачадо и был назначен революционным Стодневным правительством главой департамента по муниципальным делам, но после переворота Батисты потерял работу, был брошен с женой в тюрьму и поставлен перед выбором — смерть или изгнание. В итоге он переехал в Мексику, где в 1936 году получил мексиканское гражданство. В 1942 году окончил Национальную школу антропологии и истории (INAH) в Мехико и получил диплом археолога. Он продолжил обучение в аспирантуре Национального автономного университета Мексики (UNAM) и получил степени магистра и доктора в 1945 и 1965 годах соответственно.
Под руководством Альфонсо Касо и Мигеля Анхеля Фернандеса он стал заниматься археологическими раскопками в зоне майя — в Чьяпасе, Кампече и на Юкатане. После неожиданной смерти М. А. Фернандеса в 1945 году Рус Лулье возглавил исследования INAH в Паленке. В 1949—1958 годах работал в стационарной экспедиции в Паленке, где летом 1952 года обнаружил гробницу правителя Пакаля. В 1959 году А. Рус возглавил организованный им археологический семинар, а с 1970 года возглавил Центр по изучению культуры майя при Национальном автономном университете Мехико. В 1977 году был назначен директором Национального музея антропологии. 
Скоропостижно скончался в Канаде во время подготовки очередного Международного конгресса учёных-американистов. По завещанию и в знак признания заслуг был захоронен в Паленке в 50 м от лестницы Большого дворца древнего города. В 1994 году археологическая зона Паленке была превращена в музей-заповедник им. Альберто Руса Луилье.

## Труды
Всего опубликовал более 130 печатных трудов, включая монографии и статьи. Наиболее значительные (на испанском языке):
- Los Antiguos Mayas, Una Antologia
- El Pueblo Maya
- Frente Al Pasado De Los Mayas
- El Templo De Las Inscripciones, Palenque
- Palenque 1947—1958